# Концерт для фортепіано з оркестром № 15 (Моцарт)
Концерт для фортепіано з оркестром № 15 сі-бемоль мажор (KV 450) Вольфганга Амадея Моцарта написаний 1784 року у Відні.
Складається з трьох частин:
1. Allegro
2. Andante
3. Allegro